# Oroscopa calverti
Oroscopa calverti är en fjärilsart som beskrevs av William Schaus 1911. Oroscopa calverti ingår i släktet Oroscopa och familjen nattflyn. Inga underarter finns listade i Catalogue of Life.